# Karmeliterstraße (München)
Die Karmeliterstraße – bis ins 19. Jahrhundert häufig auch Karmelitenstraße geschrieben – ist eine Straße in der Münchner Innenstadt. Sie ist nach der ehemaligen Karmelitenkirche an der Westseite der Straße benannt.

## Lage
Die Karmeliterstraße liegt im Stadtbezirk Altstadt-Lehel, dem zentralen Stadtbezirk Münchens, und hier im Nordwesten der Altstadt im Kreuzviertel.
Sie hat eine Länge von rund 80 Metern und beginnt an der Westseite des Promenadeplatzes. Sie führt in südwestlicher Richtung bis zu einer Kreuzung, an der aus westlicher Richtung die Maxburgstraße vom Lenbachplatz kommt. Von dieser Kreuzung zweigt in östliche Richtung eine Straße mit dem Namen Löwengrube weiter in Richtung der knapp 200 Meter entfernten Frauenkirche ab. In südwestliche Richtung wird der Straßenverlauf der Karmeliterstraße durch die Ettstraße fortgeführt.

## Straßenverlauf
An der Westseite der Karmeliterstraße befindet sich die 1657 bis 1660 erbaute, ehemalige Karmeliterkirche St. Nikolaus. Das profanierte Gebäude wird heute als Archiv des Erzbistums München und Freising genutzt, ein Teilbereich dient als Veranstaltungs- und Ausstellungsraum. Daran angrenzend befinden sich Gebäude des Ordinariats des Erzbistums München mit einer Parkanlage, die durch eine Mauer von der Karmeliterstraße abgetrennt ist.
Auf der Ostseite der Straße befindet sich ein fünfstöckiger Gebäudekomplex der Deutschen Bank mit zwei begrünten Innenhöfen. Die dort vorher befindliche Bebauung war im Zweiten Weltkrieg beschädigt und später abgerissen worden.
Die Karmelitenstraße ist eine Einbahnstraße in Fahrtrichtung Süden.

## Geschichte
Das Alter der heutigen Karmeliterstraße ist nicht bekannt. Überliefert ist jedoch, dass im Bereich des heute nördlich angrenzenden Promenadeplatzes ab dem 15. Jahrhundert die städtischen Salzstadel standen, die 1778 abgerissen wurden.
Als älteste Bezeichnungen der heutigen Karmeliterstraße ist aus der Zeit zwischen 1509 und 1565 der Name Seemüllers Gässel, um 1600 der Name Neu Gässel überliefert. Ende 18. Jahrhundert ist sowohl Kaltenecker Gässel, als auch schon Karmelitergasse bzw. Karmelitengasse nachweisbar. Die heute namensgebende Karmelitenkirche war 1660 als Votiv- und Klosterkirche geweiht worden.
An der Karmeliterstraße lag von 1806 bis 1944 ein Königliches Erziehungsinstitut für Studierende in München, das ab 1811 von dem vormaligen Benediktiner Benedict von Holland als Direktor geleitet wurde und später nach ihm Hollandeum genannt wurde. Das Institut war 1806 von seinem Gründungsort in der Neuhauser Gasse in die Gebäude der Karmelitenkirche umgesiedelt. 1905 wurde es offiziell in Albertinum umbenannt. Nach der Zerstörung des Gebäudes bei Luftangriffen der Royal Air Force am 25. April 1944 wurde das Institut nach 1945 erneut verlagert.
Im Handels- und Gewerbs-Addreß-Taschenbuch der Königl.-Baierischen Haupt- und Residenz-Stadt München von 1818 zählt die Karmeliterstraße die Hausnummern 1441 bis 1444. Zusätzlich wird der Karmeliter-Platze mit den Hausnummern 1445 und 1446 angeführt. Bei der neuen Hausnummerierung (veröffentlicht ab 1833) wurden aus den Hausnummer 1441 die Karmelitergasse 3, aus der Nr. 1442 die Nr. 4, aus der Nr. 1443 die Nr. 1 (Erziehungsinstitut), aus der Nr. 1444 die Nr. 2 (Studienkirche). Die Hausnummern 1445 und 1446 vom Karmeliterplatze  werden der Pfandhausgasse, der heutigen Pacellistraße, zugeordnet.

## Promenadeplatz, Ecke Karmeliterstraße
Gegenüber der Karmeliterkirche bzw. dem Institutsgebäude stand mindestens seit 1482 ein Brauhaus, das im 17. Jahrhundert zunächst zum Kloster Weihenstephan (1603–1629) gehörte, dann nach dem nächsten Besitzer Pollinger’sche Brauerei (1629–1667) genannt wurde, die 1662/63 als bei den Salzstädeln am Kalteneckh bzw. Kaltenögg charakterisiert wurde. In der ersten Hälfte des 19. Jahrhunderts in der damals noch Karmelitergasse genannten Straße trug diese Brauerei den Namen Kaltenecker, Kalten-Ecker bzw. Kaltenegger Bräuhaus und hatte die Hausnummer 15. Laut einer Veräußerungsanzeige von 1811 gehörte zu diesem Bräuhaus auch ein Sommerkeller auf dem Gasteige. Im Handels- und Gewerbs-Addreß-Taschenbuch der Königl.-Baierischen Haupt- und Residenz-Stadt München von 1818 wird das Kaltenecker-Brauhaus zum Promenadeplatz gezählt, nachdem dieser nach Abriss der Salzstadel als Paradeplatz genutzt und ab 1804 zur Grünanlage umgestaltet und Promenadeplatz genannt wurde.
1826 wurde die dem Bürger und Brauer Johann Gallinger († 1828) gehörende Brauerei aufgegeben, 1848 ging die Braugerechtsame an die Spatenbrauerei. Aufgrund seiner Nähe zum Karmeliterkloster wird die Brauerei im Volksmund mitunter auch als Karmeliten-Brauerei bezeichnet. Hingegen hatte das Karmeliterkloster tatsächlich bis zur Säkularisation ein eigenes Bräuhaus an der Karmelitergasse, das aber im Zuge der Säkularisation abgerissen und an dessen Stelle die Institutsgebäude des königlichen Erziehungsinstituts errichtet wurden.
Das Brauhaus mit der Hausnummer 1440 wird ab 1833 nunmehr offiziell als Promenadeplatz 15 wiedergegeben, aber, wie gesehen, weiterhin auch als Karmelitergasse 15, später als Seiteneingang Karmelitergasse bzw. -straße bezeichnet. Später bekommt das Brauhaus im allgemeinen Sprachgebrauch den Standort Promenadeplatz 21, Ecke Karmeliterstraße zugewiesen.
Bereits 1802 befand sich im früheren Kaltenecker-Brauhaus in der Karmelitergasse eine Boutique des niederländischen Textilienhändlers Gerhard Graeve von Neuenrade, dann das Geschäftslokal des jüdischen Kaufmanns, Großhändlers und Bankiers Moritz Guggenheimer (1824–1902). Sein Vater Bernhard S. Guggenheimer (1791–1865) war 1825 als kleiner, aber durchaus vermögender Textilhändler (Leinen, Seide) aus Harburg im Donau-Ries nach München gezogen und hatte vom Münchner Magistrat eine Großhandelskonzession erhalten. Zusammen mit seinen Söhnen Moritz, Eduard, Josef und Sigmund baute er die Großhandlung am Promenadeplatz 21 aus, drei der Söhne waren schließlich als Bankiers tätig und führten das Bankhaus Guggenheimer & Co. Nachdem Moritz Guggenheimer 1869 zu den Mitbegründern der Bayerischen Vereinsbank gehörte, wurde das Bankhaus Guggenheimer 1892 von dieser übernommen, Moritz Guggenheimer gehörte von dieser Zeit bis zu seinem Tod dem Aufsichtsrat der Vereinsbank an.
1874 war die zuvor am Promenadeplatz 13 angesiedelte und seit 1861 bestehende Tuchgroßhandlung von Meyer Holzinger und Julius Heymann an den Promenadeplatz 21 verlegt.
Später eröffnete dort der jüdische Textilienhändler Sally Eichengrün sein populäres Stoffgeschäft., das wie schon das Brauhaus mal als „in der Karmelitergasse“, mal als „am Promenadeplatz“ bzw. „am Ritter-von-Epp-Platz“ gelegen erscheint. Eichengrün besaß auch die Immobilie, die heute der „Karmeliterstraße 2a“ entspräche. 1935 wurde die Firma wegen Verschleierung des jüdischen Charakters ihrer Firma denunziert. Ihr Winterschlussverkauf 1936 brachte es zu einem Bericht der Münchener Polizeidirektion. 1938 verkaufte Eichengrün an Herbert G. Stiehler und die Familie Frey-Stalf. 1939 wanderte er in die Schweiz aus.
1986 wurden die vormaligen Häuser Promenadeplatz 15 (Gunetzrhainerhaus), 19 (Karmeliterbäcker) und 21 zur aktuellen Hausnummer 15 zusammengefasst, dem heutigen Gebäudekomplex der Deutschen Bank, der auch an der Ostseite der Karmeliterstraße verläuft.